# Ekanem Ikpi Braide
 Ekanem Ikpi Braide OFR (* 6. März 1946 in Cross River, Nigeria) ist  eine nigerianische Parasitologin und Hochschullehrerin.  Sie war Vizekanzlerin der University of Cross River State und der Federal University of Lafia. 2020 wurde sie zur ersten Präsidentin der Nigerian Academy of Science ernannt.

## Leben und Werk
Braide studierte Zoologie an der Obafemi-Awolowo-Universität in Ile-Ife und erhielt 1971 einen Bachelor-Abschluss in Zoologie. An der Cornell University erwarb sie 1973 einen Master-Abschluss in Parasitologie und promovierte 1978 in Epidemiologie. Ein Zertifikat in epidemiologischen Methoden erhielt sie an der University of Southampton (British Council Course).
Sie unterrichtete von 1966 bis 1968 an der Community Secondary School in Ugep, 1973 an dem College of Education, Port Harcourt und von 1973 bis 1976 an der University of Nigeria in Nsukka. Von 1978 bis 1979 forschte sie am Nigerian Institute for Trypanosomiasis Research in Kaduna und leitete die Onchozerkose-Kontrolleinheit des Instituts. Danach wechselte sie 1979 als Dozentin an die University of Calabar und wurde 1991 zur Professorin befördert.
Braide war von 2004 bis 2009 Vizekanzlerin der Cross River University of Technology (CRUTECH) und von 2011 bis 2016 Pionier-Vizekanzlerin Federal University of Lafia. Derzeit ist sie Prokanzlerin der Arthur Jarvis University in Akpabuyo.

## Forschung

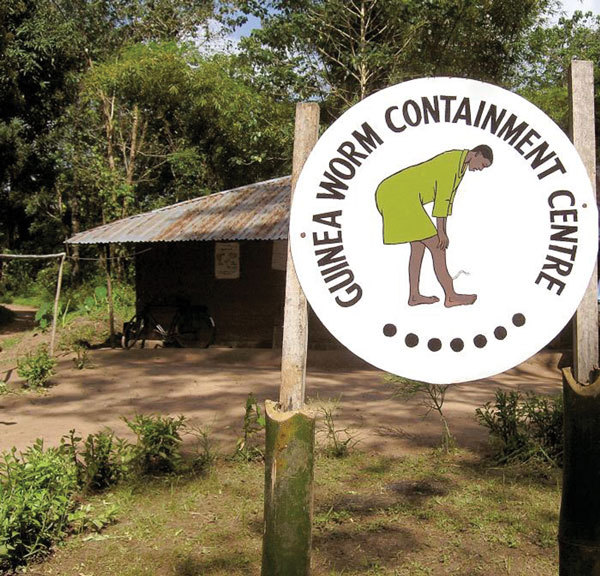
Zentrum in Nigeria für Menschen mit einer Guinea-Wurm-Infektion, 2004

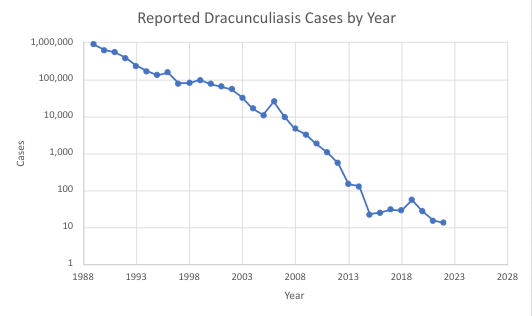
Berichte über Guinea-Wurm-Fälle nach Jahr, 1989–2015. Daten aus dem Programm zur Ausrottung des Guineawurms

Der Forschungsschwerpunkt von Braide liegt auf der Krankheitsbekämpfung, insbesondere der operativen Forschung, der Folgenabschätzung von Interventionen und schnellen Bewertungsmethoden bei der Kartierung von Krankheiten und Gemeinschaftsinitiativen zur Krankheitsbekämpfung.
1987 arbeitete sie mit Experten des Internationalen Kinderhilfswerks der Vereinten Nationen (UNICEF) zusammen, um die Auswirkungen der Guineawurm-Krankheit auf die Reisproduktion in Nigeria zu untersuchen. Diese Studie überzeugte die nigerianische Regierung von der Notwendigkeit, die Krankheit zu bekämpfen, da die Ergebnisse zeigten, dass allein der Reisanbau enorme gesundheitliche und sozioökonomische Auswirkungen hatte. 1997 arbeitete sie in dem Team, das von UNICEF und der nigerianischen Bundesregierung zusammengestellt wurde, um in Honduras die Beteiligung der Gemeinschaft an Wasser-, Hygiene- und Sanitärprojekten zu untersuchen. Mit drei anderen Koordinatoren arbeitete sie mit Unterstützung der nigerianischen Regierung daran, die Zahl der Infizierten von 653.000 im Jahr 1988 auf null im Jahr 2009 zu senken, Gesundheitserziehung umzusetzen, Stofffilter zu verteilen, Vektoren zu kontrollieren, sich für sauberes Wasser einzusetzen. Die nächsten drei Jahre war sie Mitglied des Zertifizierungsausschusses für die Ausrottung von Guineawürmern der WHO/Bundesregierung von Nigeria, bis Nigeria 2013 als frei von Guineawürmern zertifiziert wurde.
Sie koordinierte anglophone Teams für das afrikanische Programm Onchozerkose-Kontrolle (APOC), eine länderübergreifende Folgenabschätzung von Aktivitäten zur Onchozerkose-Kontrolle im Sudan, Äthiopien, Uganda, Tansania und Nigeria. Sie war Mitglied des TDR/APOC-Teams, das RAPLOA entwickelte, ein schnelles Bewertungsinstrument zur Bestimmung der Prävalenz von Loa loa zur schnellen Identifizierung von Gemeinschaften in Gebieten, in denen Onchozerkose und Loiasis gleichzeitig endemisch sind und bei denen ein hohes Risiko schwerer Nebenwirkungen bei der Behandlung mit dem Arzneistoff Ivermectin besteht.
Im März 2021 war sie Mitglied des nigerianischen Expertenbeirats zu COVID-19, um den Gesundheitsminister in Bezug auf die Pandemie zu beraten. Sie war außerdem Mitglied des COVID-19-Beratungsgremiums des African Scientific Research and Innovation Committee.

## Aktivitäten in Gesundheitsprogrammen und Expertenausschüssen
Braide war von 2001 bis 2006 Mitglied des Technischen Beratungsausschusses (TCC) der WHO/APOC und leitete den Ausschuss von 2003 bis 2006. Von 2003 bis 2006 war sie außerdem Mitglied des Mectizan-Expertenausschusses. Sie fungierte als Mitglied und von 2007 bis 2018 als stellvertretende Vorsitzende des Nationalen Lenkungsausschusses des Nigerian Neglected Tropical Diseases Program und ist derzeit Vorsitzende des Technical Advisory Committee des Cross River State Neglected Tropical Diseases Program. Sie war außerdem acht Jahre lang Mitglied des Kuratoriums von Sightsavers und leitete die Technical Advisory Group (TAG) des vierjährigen, von Sightsavers DFID finanzierten NTD UNITED-Projekts, das 2019 endete. Sie ist Präsidentin des Kuratoriums der Gesellschaft für Familiengesundheit (SFH) und Vorsitzende des Kuratoriums der Leprosy Mission, der größten und ältesten Organisation im Kampf gegen Lepra.
Braide ist Fellow und Mitbegründer der Nigerian Society of Parasitology und Fellow der Royal Society of Tropical Medicine and Hygiene.
Braide ist verheiratet und bekam bereits im ersten Studienjahr ihr erstes Kind.

## Ehrungen (Auswahl)
- 1994: Jimmy and Rosalynn Carter Award
- 2000: Cross River State 2000 Millennium Award
- 2006: Mitglied der Nigerian Academy of Science
- 2010: Officer of the Order of the Federal Republic (OFR)[8][9]
- 2021: eine der 100 führenden Frauen in Nigeria[10]